# Carole Fraresso
Carole Fraresso, née le 2 juin 1978 à Mont-de-Marsan, est archéométallurgiste, spécialiste de l'orfèvrerie andine et d'art précolombien.

## Biographie
Après des études d’arts plastiques à Bordeaux, Carole Fraresso a obtenu une Licence d'histoire de l'art et archéologie à l’université de Saragosse en Espagne.
En 2002, elle intègre l'Institut de recherche sur les archéomatériaux - Centre de recherche en physique appliquée à l'archéologie sous la direction scientifique de Michel Pernot, directeur de recherche au CNRS, pour y mener son projet de recherche doctoral intitulé L’usage du métal dans la parure et les rites de la culture Mochica, 150-850 apr. J-C, Pérou.
Grâce à une bourse de l’université de Bordeaux, elle a fait un séjour à New-York où elle a étudié la collection précolombienne d’objets en métal du Metropolitan Museum of Art de New-York (2002),. Elle a ensuite obtenu une bourse de chercheuse à l’Institut Français d’Études Andines de Lima, sous la direction du service de coopération de l’ambassade de France au Pérou. Entre 2004 et 2006, elle a développé ses recherches scientifiques au Pérou avec des musées et projets archéologiques péruviens et français.
Carole Fraresso a été la commissaire de l’exposition Inca.Or.Pouvoir.Dieu présentée en 2017 au Patrimoine Mondial de l’Unesco de Völklingen Hütte, en Allemagne. Elle a également été co-commissaire avec Ulla Holmquist (es) de l’exposition Machu Picchu and the Golden Empire of Peru qui, qui a été présenté au Museum of Art de Boca Raton (2020-2021), à la Cité de l’architecture et du patrimoine de Paris (2022) et au Museo delle Culture de Milan (2022-2023).
En Septembre 2022, elle a intégré le conseil scientifique de l’École des Arts Joailliers, avec le soutien de Van Cleef and Arpels, qui oeuvre à la connaissance et à la diffusion des cultures joaillières auprès du public le plus large.

## Travaux de recherche
Ses travaux ont concerné les pratiques des métallurgistes des sociétés anciennes du Pérou, et notamment de la culture Mochica (ou Moche, prononcé Motché) qui s’est développée entre 150 et 850 de notre ère sur la côte nord du Pérou. Son analyse s’est concentrée sur l’étude des usages des métaux et des alliages précieux pour la production de parures et d’objets cérémoniels de cette société,.
Au début du XXIe siècle, les nombreuses collections de musée manquaient de contextes de découverte et les études technologiques étaient peu développées. Les recherches scientifiques de Carole Fraresso ont débuté par l’étude approfondie des collections archéologiques d’artefacts en métal de la culture Mochica, une société pré-incaïque ayant joué un rôle majeur dans le développement des pratiques métallurgiques au Pérou,.
Ce travail de recherche a commencé au musée Larco de Lima qui abrite une importante collection d’objets en or, argent et cuivre doré du Pérou ancien. Elle a aussi réalisé les études technologiques des deux coiffes en or mochicas de cette collection, apportant des données inédites sur le niveau de technicité des artisans mochicas et les types d’alliages précieux utilisés dans cette société,.
Ses travaux ont apporté une contribution à la connaissance des matériaux, des savoir-faire et des procédés employés dans le domaine de l’artisanat au sein de la culture Mochica, en particulier pour la production de parures cérémonielles idéologiques,. Son travail s’est également inscrit dans une réflexion scientifique visant à démontrer comment les choix techniques des artisans du Pérou ancien étaient conditionnés par des schémas socioculturels et économiques.

## Recherche appliquée
Carole Fraresso a commencé à s'intéresser aux questions relatives à la récupération et à la valorisation du patrimoine joaillier andin en 2009. Son interrogation portait sur la manière de redécouvrir et de transmettre les savoir-faire ancestraux aux générations futures d’orfèvres péruviens, conformément à la Convention mondiale du patrimoine établie par l’Unesco. Pour répondre à ces défis contemporains, la chercheuse a mis en oeuvre son expertise acquise dans le domaine de la recherche en l'appliquant au secteur de l’entreprenariat culturel.

### Un savoir-faire retrouvé
En 2010, la chercheuse a initié une collaboration avec Armando Castillo, un orfèvre péruvien ayant associé ses gestes et son savoir-faire aux méthodes de l’archéologie expérimentale. Au cours de cette collaboration, l’archéométallurgiste et l’artisan ont conjugué leurs compétences pour développer la première collection Larco qui rend hommage à l’héritage de Rafael Larco Hoyle,.
En 2019, Carole Fraresso a entamé une collaboration avec la maison française des Éditions du trésor, spécialisée dans la conception et l'organisation d’énigmatiques chasses au trésor en France. Dans le cadre de ces évènements, elle a conçu une statuette en or agrémentée d’émeraudes, une œuvre artistique spécialement élaborée pour la quatrième édition de la chasse au trésor intitulée L’Or de Sipan.
En 2021, elle a pris part à la cinquième édition de ces chasses au trésor, baptisée Le trésor de l’île au crâne. À cette occasion, la maison Motché a conçu un crâne en cristal de roche, pesant 11 kilogrammes, orné d'yeux et d'une mâchoire ciselée en or et coiffé de pierres ornementales.

## Expositions
Carole Fraresso a organisé deux expositions internationales sur les civilisations du Pérou ancien, réhabilitant principalement les rôles de la parure métallique dans ces sociétés anciennes et les savoir-faire mis en jeu pour leur fabrication, telles que l’exposition Machu Picchu and the Golden Empires of Peru présentée à Boca Raton, Milan et Paris, et l’exposition Inca.Or.Pouvoir.Dieu, présentée en Allemagne,,,.

## Publications

### Ouvrages
- Machu Picchu et les trésors du Pérou, avec Ulla Holmquist, Catalogue d'exposition, Éditions Laboratoriorosso, 2022.  (ISBN 978-88-946478-7-7)
- Inka. Gold. Macht. Gott, Catalogue d'exposition, Éditions Völklinger Hütte, Im Verlag Surface, 2017.  (ISBN 978-39-398554-7-7).

### Articles
- La métallurgie en Amérique précolombienne, avec Simon Mercier, dans Atlas de l'Amérique précolombienne. Éditions Autrement, Collection Atlas Mémoires, p. 62-63, Paris, 2022[7].  (ISBN 978-2-7467-6019-6)
- Gobelet cérémoniel (kéro), dans Luxes. Ouvrage collectif sous la direction d'Olivier Gabet directeur du Musée des Arts Décoratifs, Éditions MAD, p. 41, Paris, 2020.  (ISBN 978-2-916914-91-6)
- Textiles et plumes divines du Pérou ancien, dans Plumes. Visions de l’Amérique précolombienne. Ouvrage collectif sous la direction de Fabien Ferrer-Joly, Somogy éditions d’art, p. 22-41, Paris, 2016[24].  (ISBN 978-2-7572-1163-2)
- Vestidos de dioses. Oro y plata en el antiguo Peru, Oro, mitos y ritos. Cultura Mochica del antiguo Peru. Ouvrage collectif sous la direction Ulla Holmquist, Fundación la Caixa, p. 45-51, Barcelona, 2013.  (ISBN 978-84-9900-116-6)
- Masque funéraire Nasca, dans Musée du Quai Branly. La collection. Ouvrage collectif sous la direction de Yves Le Fur, Editions Skira-Flammarion, Paris, 2009.  (ISBN 978-2-08-120876-6)

### Conférences
- Le bijou dans l’ancien Pérou, conférence à L'École des Arts Joailliers,14 octobre 2022 (en ligne).
- Les joailliers des dieux du Pérou ancien, conférence au Musée archéologique du Val d'Oise dans le cadre des journées des métiers d'art, 7 avril 2019.